# Томидзава, Бенедикт Такахико
Бенедикт Такахико Томидзава (яп. ベネディクト冨澤孝彦 бэнэдикуто томидзава такахико) (12 февраля 1911, Киото, Япония — 26 марта 1989, Саппоро, Япония) — католический прелат, епископ Саппоро с 11 декабря 1952 года по 3 октября 1987 года, префект апостольской префектуры Карафуто с 30 января 1953 года по 26 марта 1989 год.

## Биография
27 марта 1937 года Бенедикт Такахико Томидзава был рукоположён в священника.
11 декабря 1952 года Римский папа Пий XII назначил Бенедикта Такахико Томидзаву епископом Саппоро. 30 января 1953 года был назначен префектом апостольской префектуры Карафуто (сегодня — Южно-Сахалинская апостольская префектура). 19 марта 1953 года состоялось рукоположение Бенедикта Такахико Томидзава в епископа, которое совершил апостольский нунций в Японии титулярный архиепископ Палтуса Максимильен де Фюрстенберг в сослужении с епископом Нагасаки Павлом Айдзиро Ямагути и епископом Киото Павлом Ёсиюки Фурией.
Участвовал в работе I, II, III и IV сессиях Второго Ватиканского собора. 
3 октября 1987 года Бенедикт Такахико Томидзава вышел в отставку с должности епископа Саппоро, оставшись префектом Карафуто до самой смерти. Скончался 26 марта 1989 года в Саппоро.